# Rho Cassiopeiae
Rho Cassiopeiae (ρ Cas / ρ Cassiopeiae) è una stella ipergigante gialla situata nella costellazione di Cassiopea. Dista 3400 anni luce (1 050±210 pc), ma può essere vista a occhio nudo vista la sua grande luminosità, 302000 volte quella del Sole. Si trova a sudest di Caph (β Cassiopeiae), a nordest di Shedir (α Cassiopeiae) e a est di M52 e NGC 7635.

## Storia delle osservazioni
La nomenclatura di Bayer venne attribuita dallo stesso Johann Bayer nel 1603, quando pubblicò il suo catalogo Uranometria. Il catalogo stellare di John Flamsteed, pubblicato nel 1712, che ordinava le stelle di ciascuna costellazione in base alla loro ascensione retta, diede a questa stella la denominazione di 7 Cassiopeiae.

## Caratteristiche fisiche
Il diametro di Rho Cassiopeiae è variabile e alla sua massima espansione arriva ad avere un diametro quasi 1000 volte quello del Sole. Con una magnitudine assoluta di −9,5 è una delle stelle più luminose conosciute. La sua classe spettrale è G2Ia, o F8, a seconda delle fonti, e sebbene abbia una temperatura superficiale simile a quella del Sole, un pianeta di massa simile alla Terra per poter ospitare la vita dovrebbe distare dalla stella 450 UA. La massa stimata di Rho Cassiopeiae è attorno alle 40 masse solari. 
La sua luminosità è vicina al limite di Eddington e normalmente perde massa a circa a un tasso di 10–6 M⊙ all'anno, centinaia di milioni di volte il tasso di perdita di massa del Sole tramite il vento solare. Normalmente ha una temperatura superiore a 7000 K, un raggio di circa 400 R⊙ e pulsa in modo irregolare producendo piccoli cambiamenti di luminosità. Circa ogni 50 anni subisce un'esplosione della sua atmosfera, che fa scendere la temperatura intorno ai 1500 K e la luminosità di 1,5 magnitudini. Nel 2000-2001 il tasso di perdita di massa è balzato a 5×10−2 M⊙ all'anno, espellendo in totale circa il 3% di una massa solare o 10.000 masse terrestri.
Lo spettro indica la presenza in superficie, oltre che di elio e azoto, di sodio, segno che la stella ha sperimentato una fase di dragaggio in passato, nello stadio di supergigante rossa. Si pensa che Rho Cassiopeia stia temporaneamente aumentando la sua temperatura superficiale, mentre all'interno converte elio in carbonio attraverso il processo tre alfa. 
Quel che è certo, data la sua massa, è che in tempi relativamente brevi su scala astronomica terminerà la propria esistenza esplodendo in una brillante supernova.

## Variabilità
ρ Cassiopeiae fu descritta per la prima volta come variabile nel 1901, tuttavia la sua natura risultò molto incerta soprattutto nel periodo del suo minimo del 1946; a quel tempo si pensava che quel calo di luminosità che fosse correlato al rilevamento di un guscio in espansione attorno alla stella. In quel periodo lo spettro della stella assunse caratteristiche tipiche di una stella di classe M, piuttosto che di classe F8 come precedentemente riscontrato. La natura di Rho Cassiopeiae fu infine chiarita: era una stella massiccia instabile, che pulsava e che periodicamente andava incontro a grandi fenomeni di perdita di massa.
La normale magnitudine apparente di Rho Cassiopeiae è di circa 4,5, ma nel 1946 scese fino alla sesta magnitudine, prima di tornare ai livelli normali. Un fenomeno simile venne osservato nel 1893 e successivamente nel 2000-2001, quando si verificò una delle più grandi eruzioni conosciute, rilasciando una massa pari al 3% della massa solare, equivalente a 10000 volte la massa terrestre. Ciò suggerisce che queste eruzioni hanno luogo ogni 50 anni circa.
Durante questi periodi il suo tipo spettrale fluttua tra F8 e K5, arrivando anche alla classe M5 come nel 1946, con una temperatura superficiale che scese, in quel caso, da oltre 7 000 a 4000 K nel giro di qualche mese.
Nel 2013, un'espulsione dell'involucro esterno ha prodotto cambiamenti spettrali notevoli e un calo di luminosità di circa mezza magnitudine alle lunghezze d'onda visibili. Sono state rilevate linee di emissione deboli di metalli, linee di assorbimento dell'H-α raddoppiate alla fine del 2014 e linee di assorbimento triplicate nel 2017. La luminosità ha raggiunto il picco arrivando alla magnitudine 4,3 prima di scendere alla 5ª magnitudine. Nel 2018 la luminosità è nuovamente cresciuta fino alla magnitudine 4,2.